# Algebra dyskowa
Algebra dyskowa – w analizie funkcjonalnej i zespolonej zbiór funkcji holomorficznych (zwykle oznaczany {\displaystyle A\left(\mathbb {D} \right)})
{\displaystyle f\colon \mathbb {D} \to \mathbb {C} ,}
gdzie {\displaystyle \mathbb {D} } jest otwartym kołem jednostkowym {\displaystyle (z\in \mathbb {D} \Leftrightarrow |z|<1)} w płaszczyźnie zespolonej {\displaystyle \mathbb {C} ,} a {\displaystyle f} przedłuża się do funkcji ciągłej na domknięciu tego okręgu {\displaystyle {\overline {\mathbb {D} }}}. Inaczej mówiąc,
{\displaystyle A(\mathbb {D} )=H^{\infty }(\mathbb {D} )\cap C({\overline {\mathbb {D} }}),}
gdzie {\displaystyle H^{\infty }\left(\mathbb {D} \right)} oznacza przestrzeń Banacha funkcji ograniczonych, analitycznych na kole jednostkowym {\displaystyle \mathbb {D} } (tzw. przestrzeń Hardy’ego). Innymi słowy jest to przestrzeń funkcji holomorficznych na otwartym kole jednostkowym i ciągłych na domkniętym kole jednostkowym. Jeśli dodatkowo wyposażymy tę przestrzeń w punktowe dodawanie dane wzorem {\displaystyle \left(f+g\right)(z)=f(z)+g(z)} oraz mnożenie {\displaystyle \left(fg\right)(z)=f(z)g(z),} przestrzeń ta staje się algebrą nad {\displaystyle \mathbb {C} ,} ponieważ jest zamknięta na dodawanie i mnożenie.
Definiując na algebrze dyskowej normę supremum:
{\displaystyle \|f\|=\sup\{|f(z)|\mid z\in \mathbb {D} \}=\max\{|f(z)|\mid z\in {\overline {\mathbb {D} }}\},}
tak skonstruowana algebra jest przemienną algebrą Banacha będącą algebrą jednostajną.
Z konstrukcji algebry dyskowej wynika, że jest ona domkniętą podalgebrą przestrzeni Hardy’ego {\displaystyle H^{\infty }\left(\mathbb {D} \right),} wystarczy bowiem zauważyć, że {\displaystyle A\left(\mathbb {D} \right)\subseteq H^{\infty }\left(\mathbb {D} \right)} oraz jest to przestrzeń domknięta (bo jest przestrzenią Banacha), więc tym samym z zamkniętości na dodawanie i mnożenie jest domkniętą podalgebrą przestrzeni Hardy’ego.